# 亥鼻
亥鼻（日语：／ Inohana，意思為豬鼻），千葉縣千葉市中央區地名。在千葉市中心的都川河口左岸低地形成之舌形的台地，從下總高地往亥(十二地支之方位，十一點鐘方向)的方向突出，地名也源於這種地形。目前，此地設有千葉大學醫學院、護理、藥物學的校園、千葉大學附屬醫院、亥鼻公園、千葉市鄉土博物館…等設施。位在JR東日本的千葉站北側一帶，歷史建築有千葉城（ちばじょう，一般稱為亥鼻城（いのはなじょう）），從千葉城俯瞰西邊的都川河口低地一帶，本是千葉市之市中心。(與熊本城所在地之茶臼山的千葉城有別)

## 亥鼻（千葉）城
千葉常胤之父千葉常重在亥鼻週邊構築建物，是千葉市之歷史的開端。雖然不清楚常重城堡之詳細所在地(後文將說明理由)，而建築遣跡位於目前千葉市立鄉土博物館周邊的可能性較低，候選位置為千葉地方法院周邊。

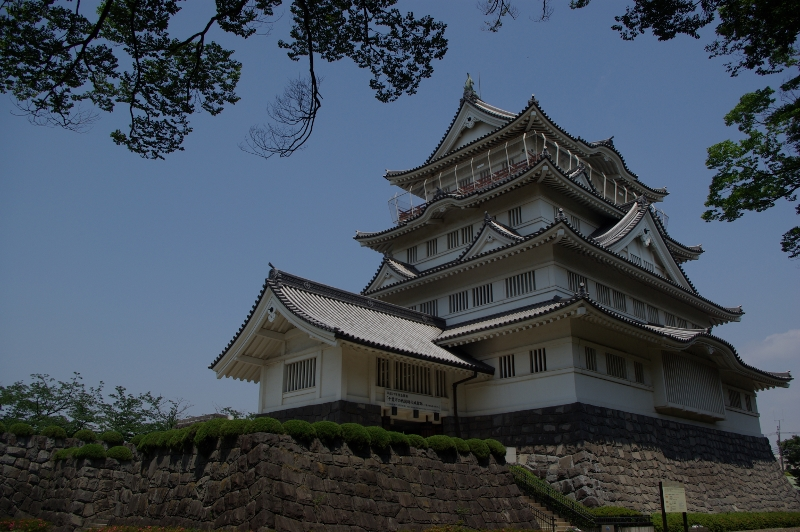
千葉市立鄉土博物館

昭和48年(1973年)，在千葉市立鄉土博館的周圍發堀出13世紀的骨灰罈群與舶來之褐釉四耳壺，這暗示了其周邊在13世紀是為墓地。此外，根據千葉市鄉土博物館裝修時展開的挖掘調查，此地之「14世紀『掘立柱』建築」、「土器等遺物占了9成以上」…等跡象看來，並不是千葉氏之城堡遺跡。再者，遺跡之宗教、禮儀設施也指出相同的結果。此外，前述的挖掘闡明了，在進入15世紀後此地作為野戰工事和城郭建地之用。
至今，城堡的範圍可能闊及千葉大學亥鼻校區，範圍內有被稱作「七天王塚」的7個墳，祭祀著「妙見信仰」的信仰對象「北斗七星」(墳位於千葉城的鬼門方向)，同時千葉氏族也祭祀著其整修過的「堀內牛頭天王」。此外，當地古來相傳此地有著「平將門影武者7人」之「首塚」(祭祀著戰爭中被斬首戰士的頭)等詛咒，可能也是源自於此。從石碑、信仰對象來看很可能是近代建立的，原本找到殘存的野戰工事土方，根據「千葉大學亥鼻地區埋藏文化財調查委員會」之調查，從七天王塚土堆中心化驗出古墳時代終末期的「前方後圓墳」至少有兩座，這些土堆已經指出，有此時代的墳墓的可能性很高。
常重的時代以前，千葉氏族積極的守護千葉郡周邊的領地，使其免於土豪的壓迫。在那之後常胤跟隨源賴朝的號召，消滅了上總氏等周邊的土豪，千葉氏族以亥鼻為根據地，確立上總國與下總國的霸權。
此後，直到千葉氏族將根據地移往本佐倉城(左倉市酒酒井町)以前，千葉氏族一直以亥鼻城為根據地。也有一說為戰國時代的千葉氏族，在本佐倉城受到同樣爭奪此地域的里見氏族的壓力，而在亥鼻的館跡地建立了小城，詳細情況不明。 
目前，千葉市鄉土博物館建在亥鼻台地(亥鼻山)的半山腰上。該建築為早期的現代風格的模擬城堡。然而，高層的天守閣是更晚時期的城堡樣式，一般認為千葉氏族在亥鼻建造的城堡是中世紀風格，如果認為現在的千葉市立鄉土博物館反映了昔日的景象，會是個謬誤。

## 相關項目
- 日本城堡列表

## 外部連結
- 千葉市立郷土博物館 （页面存档备份，存于）